# SV Germania Ilmenau
SV Germania Ilmenau is een Duitse sportclub uit Ilmenau, Thüringen. De club is actief in voetbal, basketbal en tafeltennis.

## Geschiedenis
De club werd met Pasen 1907 opgericht als FV Germania 1907 Ilmenau. De club was aangesloten bij de Midden-Duitse voetbalbond en ging spelen in de competitie van Noord-Thüringen. In 1910 promoveerde de club naar de tweede klasse en in 1913 naar de hoogste klasse. In 1915/16 trok de club zich voor de competitiestart terug. Na de oorlog werden vijf competities verenigd tot één grote Thüringenliga, vanaf 1919 Kreisliga Thüringen. De club speelde daar in de tweede klasse en kon in 1920 de promotie afdwingen. Na een derde plaats in het eerste seizoen eindigde de club twee keer in de middenmoot. 
In 1923 werd de Kreisliga ontbonden en werd de Noord-Thüringse competitie als Gauliga heringevoerd. Na een derde plaats werd de club twee keer vierde en verzeilde dan enkele jaren in de middenmoot tot ze vicekampioen werden acher Erfurter SC 1895 in 1932. In 1933 kwam de NSDAP aan de macht in Duitsland en zij herstructureerden het voetbal. De Midden-Duitse bond en zijn 24 competities werden ontbonden en vervangen door de Gauliga Mitte en Gauliga Sachsen. Enkel de top twee uit Noord-Thüringen plaatste zich en de nummers drie en vier, waaronder Ilmenau plaatsten zich voor de Bezirksklasse Thüringen. 
Na twee plaatsen in de middenmoot degradeerde de club in 1936. In 1940 werd de club kampioen in de Kreisklasse en promoveerde opnieuw. De club kon het behoud echter niet verzekeren en degradeerde meteen terug. 
Na de Tweede Wereldoorlog werden alle Duitse clubs ontbonden. De club werd heropgericht als SG Ilmenau. In 1946 werd de naam Sparta Ilmenau en in 1952 Empor Ilmenau. De club ging in de Bezirksliga Suhl spelen, de derde klasse, en werd meteen kampioen. Begin jaren zestig fuseerde de club met BSG Lok Ilmenau. In 1964 werd de club voor een tweede keer kampioen, maar kon net als in 1952 via de eindronde niet doorstoten naar de DDR-Liga.
In 1966 werd de naam gewijzigd in BSG Chemie Ilmenau. In 1973 werd het nog Chemie Glas Ilmenau en in 1977 Chemie IW Ilmenau. In 1972 promoveerde de club voor het eerst naar de DDR-Liga, waar de club tot 1991 in totaal twaalf seizoenen speelde. De langste periode aaneen was van 1978 tot 1984.
Na de Duitse hereniging werd opnieuw de naam SV Germania Ilmenau aangenomen. De club zakte van de Oost-Duitse tweede klasse weg in de gezamenlijke Duitse competitie. Na tien jaar in de Landesklasse promoveerde de club in 2006 naar de Thüringenliga, op dat moment de vijfde klasse en sinds 2008 de zesde klasse. In 2011 degradeerde Germania.